# Tuc de Ribassetes
El Tuc de Ribassetes és una muntanya de 2.140 metres que es troba entre els municipis d'Es Bòrdes, a la comarca de la Vall d'Aran i de Banhèras de Luishon a França.